# Liste der Nummer-eins-Hits in Japan (1984)
Die Liste der japanischen Nummer-eins-Hits enthält die Daten vom 1. Januar bis zum 31. Dezember 1984. Die letzte Woche im Jahr fällt mit der ersten Woche des neuen Jahres zusammen. Angegeben sind die Verkaufszahlen der jeweiligen Nummer eins in ihrer Woche. Alle Angaben basieren auf den offiziellen japanischen Charts von Oricon.

## Singles
| ← 1983 ← | Liste der Nummer-eins-Hits in Japan | Liste der Nummer-eins-Hits in Japan | Liste der Nummer-eins-Hits in Japan        | 1985 →                    |
| \| Zeitraum \| Wo. ges. \| Interpret \| Titel Autor(en) \| Zusätzliche Informationen \| \| (Zeitraum, Wochen auf Platz eins, Interpret, Titel, Autor[en], zusätzliche Informationen) \| \| \| \| \| \| ----------------------------------------------------------------------------------------- \| -------- \| ------------------ \| ------------------------------------------ \| ------------------------- \| \| 19. Dezember 1983 – 8. Januar 1984 3 Wochen \| 3 \| Ouyang Fei Fei \| Love Is Over \| – \| \| 9. Januar 1984 – 12. Februar 1984 5 Wochen \| 5 \| Warabe \| Moshimo Ashita ga... \| – \| \| 13. Februar 1984 – 11. März 1984 4 Wochen \| 4 \| Seiko Matsuda \| Rock'n Rouge \| – \| \| 12. März 1984 – 18. März 1984 1 Woche \| 1 \| Masahiko Kondō \| Ichiban Yarō \| – \| \| 19. März 1984 – 1. April 1984 2 Wochen \| 2 \| Anzen Chitai \| Wine Red no Kokoro \| – \| \| 2. April 1984 – 8. April 1984 1 Woche \| 1 \| Kyōko Koizumi \| Nagisa no Haikara Ningyo / Kaze no Magical \| – \| \| 9. April 1984 – 22. April 1984 2 Wochen \| 2 \| Shibugakitai \| Katsu! \| – \| \| 23. April 1984 – 13. Mai 1984 3 Wochen \| 3 \| Akina Nakamori \| Southern Wind \| – \| \| 14. Mai 1984 – 20. Mai 1984 1 Woche \| 1 \| The Checkers \| Kanashikute Jealousy \| – \| \| 21. Mai 1984 – 3. Juni 1984 2 Wochen \| 2 \| Seiko Matsuda \| Jikan no Kuni no Alice / Natsu Fuku no Eve \| – \| \| 4. Juni 1984 – 17. Juni 1984 2 Wochen \| 2 \| Toshihiko Tahara \| Kishidō \| – \| \| 18. Juni 1984 – 1. Juli 1984 2 Wochen \| 2 \| Masahiko Kondō \| Kejime Nasai \| – \| \| 2. Juli 1984 – 15. Juli 1984 2 Wochen \| 2 \| Kyōko Koizumi \| Meikyū no Andorōra / Dunk \| – \| \| 16. Juli 1984 – 5. August 1984 3 Wochen \| 3 \| Asami Kobayashi \| Amaoto wa Chopin no Shirabe \| – \| \| 6. August 1984 – 12. August 1984 1 Woche (insgesamt 2) \| 2 \| Akina Nakamori \| Jikkai (1984) \| – \| \| 13. August 1984 – 19. August 1984 1 Woche \| 1 \| Seiko Matsuda \| Pink no Mozart \| – \| \| 20. August 1984 – 26. August 1984 1 Woche \| 1 \| Toshihiko Tahara \| Ao ni Kaita Ren'ai Shōsetsu \| – \| \| 27. August 1984 – 2. September 1984 1 Woche (insgesamt 2) \| 2 \| Akina Nakamori \| Jikkai (1984) \| – \| \| 3. September 1984 – 23. September 1984 3 Wochen \| 3 \| The Checkers \| Hoshikuzu no Stage \| – \| \| 24. September 1984 – 30. September 1984 1 Woche \| 1 \| Masahiko Kondō \| Eien ni Himitsu sa \| – \| \| 1. Oktober 1984 – 21. Oktober 1984 3 Wochen \| 3 \| Kyōko Koizumi \| Yamato Nadeshiko Shichi Henge \| – \| \| 22. Oktober 1984 – 28. Oktober 1984 1 Woche \| 1 \| Tomoyo Harada \| Tengoku ni Ichiban Chikai Shima \| – \| \| 29. Oktober 1984 – 4. November 1984 1 Woche \| 1 \| The Alfee \| Koibito-tachi no Pavement \| – \| \| 5. November 1984 – 11. November 1984 1 Woche \| 1 \| Hiroko Yakushimaru \| Woman "W no Higeki" Yori \| – \| \| 12. November 1984 – 25. November 1984 2 Wochen \| 2 \| Seiko Matsuda \| Heart no Earring \| – \| \| 26. November 1984 – 2. Dezember 1984 1 Woche \| 1 \| Akina Nakamori \| Kazari Janai Noyo Namida wa \| – \| \| 3. Dezember 1984 – 30. Dezember 1984 4 Wochen \| 4 \| The Checkers \| Julia ni Shōshin \| – \| \| 31. Dezember 1984 – 20. Januar 1985 3 Wochen \| 3 \| Kyōko Koizumi \| The Stardust Memory \| – \| |                                     |                                     |                                            |                           |
| ← 1983 |                                     |                                     |                                            | → 1985 →                  |
| Zeitraum | Wo. ges.                            | Interpret                           | Titel Autor(en)                            | Zusätzliche Informationen |
| (Zeitraum, Wochen auf Platz eins, Interpret, Titel, Autor[en], zusätzliche Informationen) |                                     |                                     |                                            |                           |
| 19. Dezember 1983 – 8. Januar 1984 3 Wochen | 3                                   | Ouyang Fei Fei                      | Love Is Over                               | –                         |
| 9. Januar 1984 – 12. Februar 1984 5 Wochen | 5                                   | Warabe                              | Moshimo Ashita ga...                       | –                         |
| 13. Februar 1984 – 11. März 1984 4 Wochen | 4                                   | Seiko Matsuda                       | Rock'n Rouge                               | –                         |
| 12. März 1984 – 18. März 1984 1 Woche | 1                                   | Masahiko Kondō                      | Ichiban Yarō                               | –                         |
| 19. März 1984 – 1. April 1984 2 Wochen | 2                                   | Anzen Chitai                        | Wine Red no Kokoro                         | –                         |
| 2. April 1984 – 8. April 1984 1 Woche | 1                                   | Kyōko Koizumi                       | Nagisa no Haikara Ningyo / Kaze no Magical | –                         |
| 9. April 1984 – 22. April 1984 2 Wochen | 2                                   | Shibugakitai                        | Katsu!                                     | –                         |
| 23. April 1984 – 13. Mai 1984 3 Wochen | 3                                   | Akina Nakamori                      | Southern Wind                              | –                         |
| 14. Mai 1984 – 20. Mai 1984 1 Woche | 1                                   | The Checkers                        | Kanashikute Jealousy                       | –                         |
| 21. Mai 1984 – 3. Juni 1984 2 Wochen | 2                                   | Seiko Matsuda                       | Jikan no Kuni no Alice / Natsu Fuku no Eve | –                         |
| 4. Juni 1984 – 17. Juni 1984 2 Wochen | 2                                   | Toshihiko Tahara                    | Kishidō                                    | –                         |
| 18. Juni 1984 – 1. Juli 1984 2 Wochen | 2                                   | Masahiko Kondō                      | Kejime Nasai                               | –                         |
| 2. Juli 1984 – 15. Juli 1984 2 Wochen | 2                                   | Kyōko Koizumi                       | Meikyū no Andorōra / Dunk                  | –                         |
| 16. Juli 1984 – 5. August 1984 3 Wochen | 3                                   | Asami Kobayashi                     | Amaoto wa Chopin no Shirabe                | –                         |
| 6. August 1984 – 12. August 1984 1 Woche (insgesamt 2) | 2                                   | Akina Nakamori                      | Jikkai (1984)                              | –                         |
| 13. August 1984 – 19. August 1984 1 Woche | 1                                   | Seiko Matsuda                       | Pink no Mozart                             | –                         |
| 20. August 1984 – 26. August 1984 1 Woche | 1                                   | Toshihiko Tahara                    | Ao ni Kaita Ren'ai Shōsetsu                | –                         |
| 27. August 1984 – 2. September 1984 1 Woche (insgesamt 2) | 2                                   | Akina Nakamori                      | Jikkai (1984)                              | –                         |
| 3. September 1984 – 23. September 1984 3 Wochen | 3                                   | The Checkers                        | Hoshikuzu no Stage                         | –                         |
| 24. September 1984 – 30. September 1984 1 Woche | 1                                   | Masahiko Kondō                      | Eien ni Himitsu sa                         | –                         |
| 1. Oktober 1984 – 21. Oktober 1984 3 Wochen | 3                                   | Kyōko Koizumi                       | Yamato Nadeshiko Shichi Henge              | –                         |
| 22. Oktober 1984 – 28. Oktober 1984 1 Woche | 1                                   | Tomoyo Harada                       | Tengoku ni Ichiban Chikai Shima            | –                         |
| 29. Oktober 1984 – 4. November 1984 1 Woche | 1                                   | The Alfee                           | Koibito-tachi no Pavement                  | –                         |
| 5. November 1984 – 11. November 1984 1 Woche | 1                                   | Hiroko Yakushimaru                  | Woman "W no Higeki" Yori                   | –                         |
| 12. November 1984 – 25. November 1984 2 Wochen | 2                                   | Seiko Matsuda                       | Heart no Earring                           | –                         |
| 26. November 1984 – 2. Dezember 1984 1 Woche | 1                                   | Akina Nakamori                      | Kazari Janai Noyo Namida wa                | –                         |
| 3. Dezember 1984 – 30. Dezember 1984 4 Wochen | 4                                   | The Checkers                        | Julia ni Shōshin                           | –                         |
| 31. Dezember 1984 – 20. Januar 1985 3 Wochen | 3                                   | Kyōko Koizumi                       | The Stardust Memory                        | –                         |